# Mamué
Mamué – miasto w Angoli, w prowincji Namibe.